# 贾里班区
賈里班區是索馬利亞的一個區，位於該國中北部的穆杜格州，首府為贾里班。
港口城市加拉阿德也位於此區。

## 外部鏈結
- 賈里班區行政區域圖 （页面存档备份，存于）